# Riera de Cunit
La riera de Cunit és un torrent, un curs d'aigua estacional del Baix Penedès. Creua els municipis de Castellet i la Gornal i Cunit, siguent el curs d'aigua més important del darrer municipi.
El seu curs s'origina al municipi de Castellet, sota les muntanyes de cal Bladet. Poc després entra al terme de Cunit, i drena les faldes de les muntanyes més altes del municipi, com el puig de la Mina (194,9 m) o el turó de Cal Santó (141 m), i també recull les aigües dediferents torrents i rieres del terme municipal de Cunit com el Fondo de Tiula o el Fondo de Cal Santó. Aigües avall, abans d'entrar a la vila, passa prop de Cal Pla i de la masia Sant Antoni, motiu pel qual la riera també és coneguda com a torrent de Sant Antoni. Arribant al nucli urbà, la riera està canalitzada, continguda per terra i unes parets de ciment i, creua el nucli antic pel centre de l'avinguda de la Font. Aquest vial té una marcada personalitat, ja que és una mena de rambla arbrada sense soterrar, amb els vorals més elevats sobre murs de pedra i que separa el poble de l'antic Castell de Cunit, la font i els safareigs públics.

## Aiguamolls i maresmes
Avui dia, quan la riera porta aigua, durant les pluges torrencials, desguassa directament a la platja, però abans de la urbanització de la zona del passeig marítim, fa una trentena d'anys, era comuna la formació d'estanys i aiguamolls, fenomen que encara es pot apreciar al torrent d'en Pedró, que separa els termes municipals de Cunit i Cubelles.

## Espai d'especial qualitat paisatgística i ambiental
L'any 2004, el Departament de Política Territorial i Obres Públiques va declarar aquest indret com a espai d'especial qualitat paisatgística i ambiental prioritzant criteris com la protecció dels sistemes hidràulics, l'establiment de condicions especials de desenvolupament per a determinats sectors, i l'aplicació de mesures preventives i normatives de correcció d'impactes mediambientals i paisatgístics derivats del desenvolupament d'alguns sectors així com evitar la creació de nou sòl edificable entre espais declarats d'interès natural, entre d'altres. Dins del Pla director, es vol aprofundir en els treballs d'anàlisis i finalment, podrien establir-se mesures de protecció que garanteixin un desenvolupament sostenible preservant i protegint aquesta zona d'aiguamolls o maresme.